# Разбердеево
Разбердеево — деревня в Спасском районе Рязанской области. Входит в Кирицкое сельское поселение.

## География
Находится в центральной части Рязанской области на расстоянии приблизительно 7 км на юг-юго-восток по прямой от районного центра города Спасск-Рязанский в правобережной части района.

## История
На карте 1850 года показана как поселение с 42 дворами. В 1859 году здесь (тогда деревня Спасского уезда Рязанской губернии) было учтено 44 двора, в 1897 — 67.

## Население
Численность населения: 301 человек (1859 год), 469 (1897), 50 в 2002 году (русские 92 %), 49 в 2010.